# Per Kristensson
Per Kristensson, född 8 juli 1969 i Norums församling, Stenungsund, är en svensk professor i psykologi. 

## Biografi
Efter att ha disputerat i psykologi vid Göteborgs universitet blev han docent vid Karlstads universitet 2008 och professor 2012. Typiskt för hans forskning är tillämpningen av psykologiska teorier i organisatoriska kontexter, ofta med användaren i fokus. Per Kristensson höll en TedX-föreläsning vid Karolinska Institutets 100-årsjubileum 2011  och har varit gästprofessor vid ett flertal lärosäten både i och utanför Sverige . Han är för närvarande anställd på Centrum för Tjänsteforskning vid Karlstads universitet.